# Dario Persiano de Castro Vellozo
Dario Persiano de Castro Vellozo (Rio de Janeiro, 26 de novembro de 1869 — Curitiba, 28 de setembro de 1937) foi um poeta e escritor brasileiro.

## Biografia
Filho de Cyro Persiano de Almeida Vellozo, político curitibano de origem baiana, mudou-se com o pai do Rio de Janeiro para Curitiba em agosto de 1885, aos 16 anos de idade. Em Curitiba, estudou no Parthenon Paranaense e no Instituto Paranaense. Trabalhou em repartição de polícia e na Secretaria da Fazenda do Estado. Em 21 de outubro de 1893, casou-se com Escolástica Moraes, com quem teve doze filhos: Porthos, Cyro, Zulmira, Carmen, Violeta, Valmiki, Ilian, Athos, Alcione, Lysis, Isis e Alyr, todos naturais de Curitiba.. Foi tipógrafo do “Dezenove de Dezembro” (o jornal mais antigo do Paraná), e a partir de 1890, com a criação da “Revista do Club Curitybano”, intensificou seu interesse pela literatura. Colaborou com jornais e revistas, inclusive algumas ligadas à educação, e foi autor de livros de ficção, poesia, história e filosofia, entre eles “Ephemeras” (1890), “Esquifes” (1896), “Hélicon” (1908) e “Livro de Alyr” (1920).Fez parte do Movimento Simbolista no Paraná, juntamente com Emiliano Perneta, Rocha Pombo, Nestor de Castro, entre outros.. Foi maçom e defensor de ideias neopitagóricas. Em 1898, tornou-se professor interino de História Universal e do Brasil no Ginásio Paranaense, efetivado no ano seguinte. Foi professor também da Escola Normal e um dos membros fundadores do Instituto Histórico e Geográfico Paranaense, criado em 1900. Em 1909, criou o Instituto Neopitagórico, onde se realizavam discussões sobre obras literárias e se cultivavam valores helenísticos, além de contar com uma editora própria. Em 1918, foi inaugurado o Templo das Musas, que passou a ser a sede do Instituto (prédio e instituição ainda hoje existentes em Curitiba).Como educador, foi autor de dois livros didáticos que foram muito utilizados pelas escolas curitibanas: “Lições de história” (1902), que foi reeditado várias vezes até o final dos anos 1940, e “Compêndio de pedagogia” (1907).Graças a sua produção intelectual como poeta, educador e filósofo, e sua atuação social, exerceu muita influência na vida cultural de Curitiba entre o final do século XIX e início do século XX. Sua ideias e ações foram perpetuados através de seus discípulos, dos quais o principal foi seu genro Rozala Garzuze. Dario Vellozo afastou-se do magistério em 1932 e faleceu cinco anos depois, em 28 de setembro de 1937, aos 67 anos de idade.